# Жільєрон Жюль
Жільєрон Жюль (фр. Jules Gilliéron, 21 грудня 1854, Ла-Неввіль, Швейцарія — 26 квітня 1926, Лігерц, Швейцарія) — швейцарський і французький мовознавець. Один з основоположників лінгвістичної географії. Автор праць з діалектології й лінгвістичної географії («Нариси лінгвістичної географії», 1912, у співавторстві). Разом з Е. Едмоном видав «Лінгвістичний атлас Франції» (т. 1-7, 1902-12).

## Біографія
Закінчив Школу вищих знань у Парижі, професор цієї школи (1876—1926). З 1979 року викладав німецьку мову у коледжі Шапталь. З 1883 року у цьому саме коледжі викладав французьку мову. Заснував журнал «Revue des patois gallo-romans» (1887—1993) і Французьке діалектичне товариство (1893—1900). Писав праці з діалектології й лінгвістичної географії. Разом з Е. Едмоном видав «Лінгвістичний атлас Франції» (т. 1-7, 1902-12).

## Твори
- Atlas linguistique de la France, P., 1902—23; («Лінгвістичний атлас Франції», т. 1-7).
- Les études de géographie linguistique, P., 1912 (у співавторстві з J. Mougin u М. Roques); («Нариси лінгвістичної географії»),
- La généalogie des mots qui désignent l'abeille, P., 1918;
- Pathologie et thérapeutique verbales, P., 1921.

## Виноски
1. 1 2  Deutsche Nationalbibliothek Record #118694987 // Gemeinsame Normdatei — 2012—2016.
2. 1 2  Bibliothèque nationale de France BNF: платформа відкритих даних — 2011.
3. ↑  Жильерон Жюль // Большая советская энциклопедия: [в 30 т.] / под ред. А. М. Прохорова — 3-е изд. — Москва: Советская энциклопедия, 1969.
4. ↑  Енциклопедія Брокгауз
5. 1 2 3 4 5  https://www.persee.fr/doc/ephe_0000-0001_1926_num_1_1_3084